# 大根庵
大根庵（おおねあん）は、徳島県阿南市新野町西光寺にある仏堂（辻堂）。ヘンロ小屋第47号「大根」が隣接する。
四国八十八箇所遍路道のうち、第21番札所太龍寺から第22番札所平等寺の途中に位置する。竹林とスダチ香るみち（四国のみち）、平等寺道の沿道にあり、遊歩道の休憩施設として活用されている。

## ヘンロ小屋

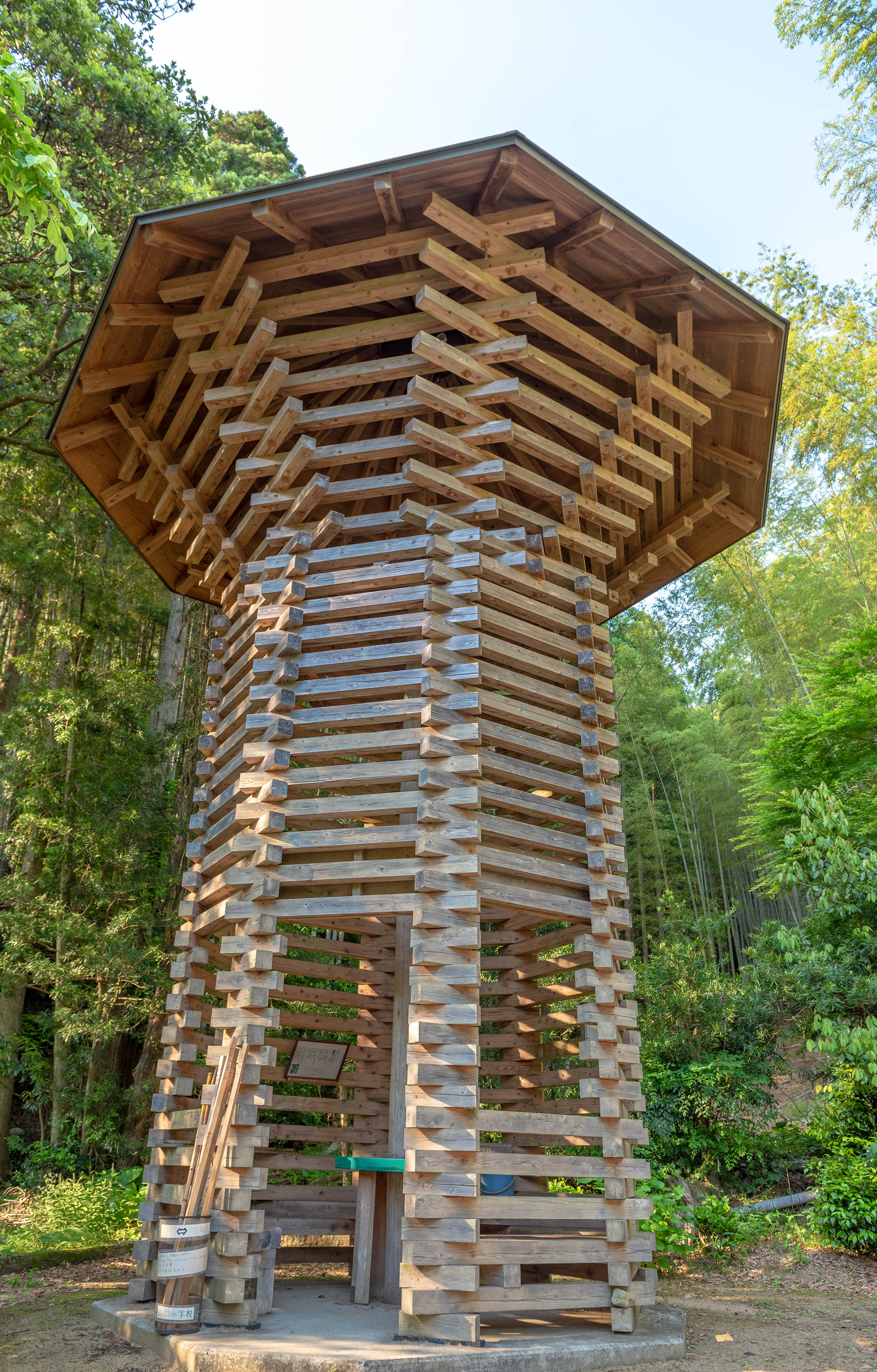
ヘンロ小屋第47号「大根」

2013年（平成25年）6月15日、 大根庵に隣接してヘンロ小屋第47号「大根」が設置された。「祈りの塔」をコンセプトに、地元特産の野菜であるダイコンをモチーフとして設計された、高さ約8.5メートルの木造建築物である。

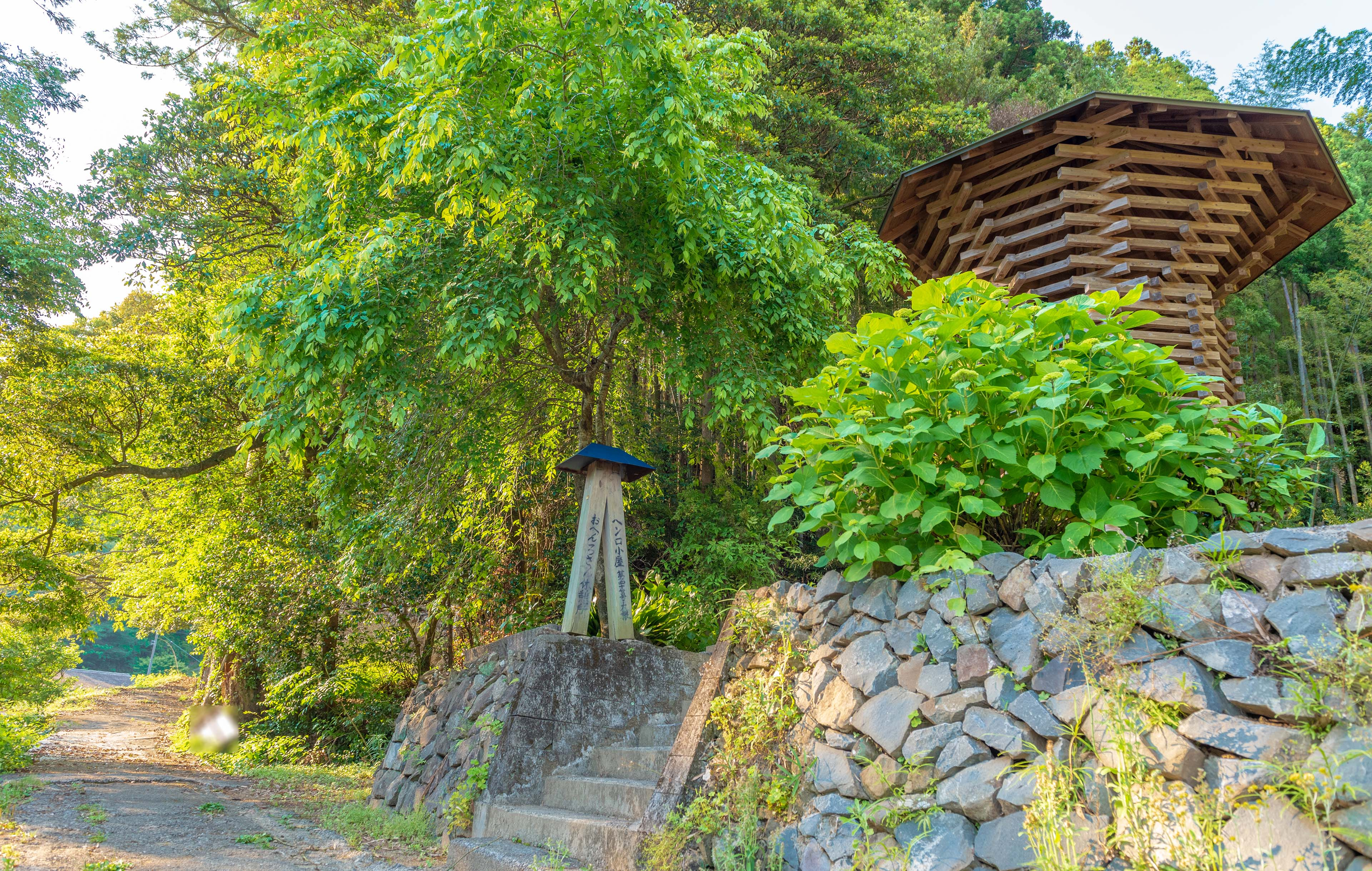
石垣
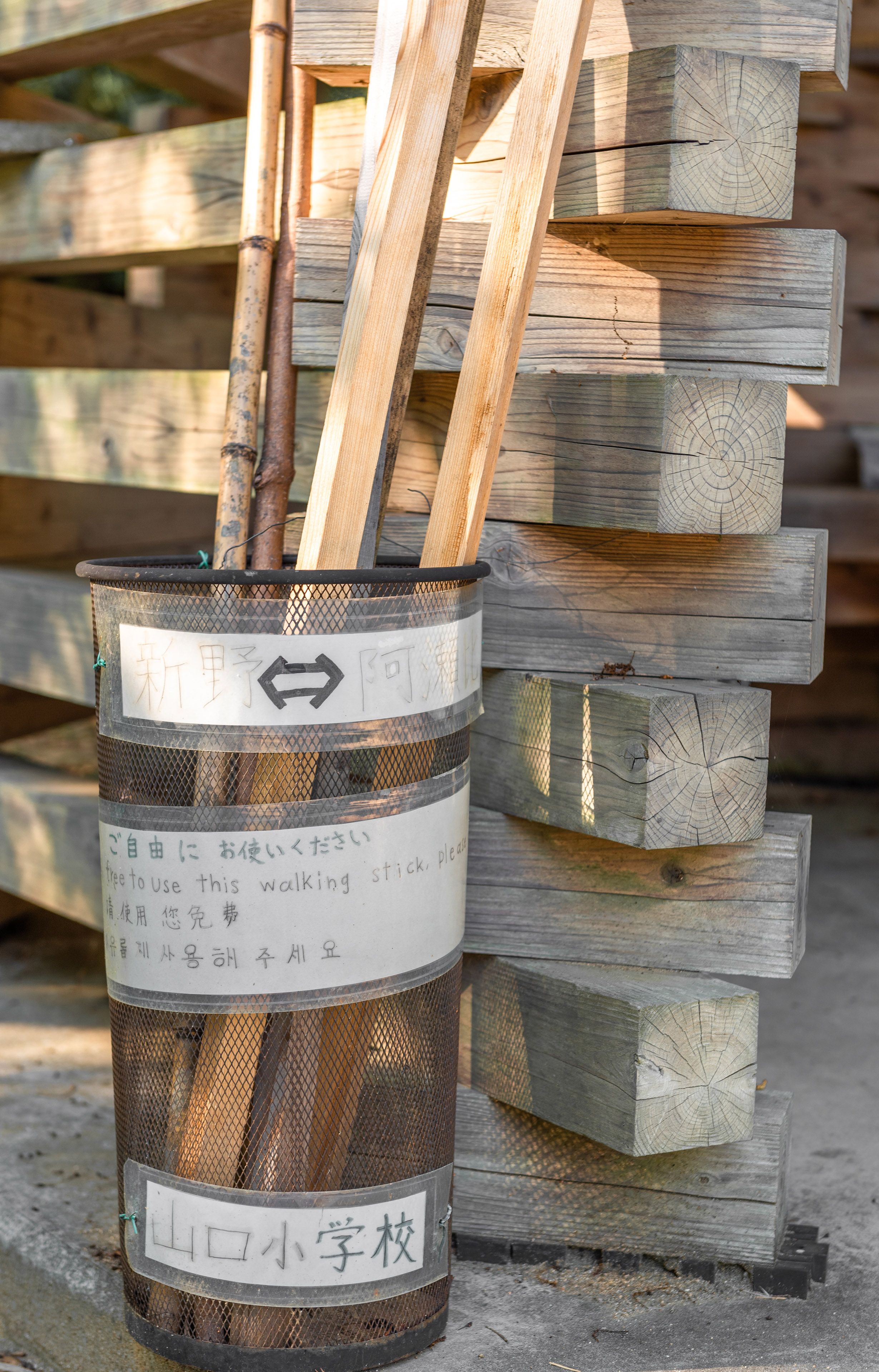
阿南市立山口小学校による杖の置き場所
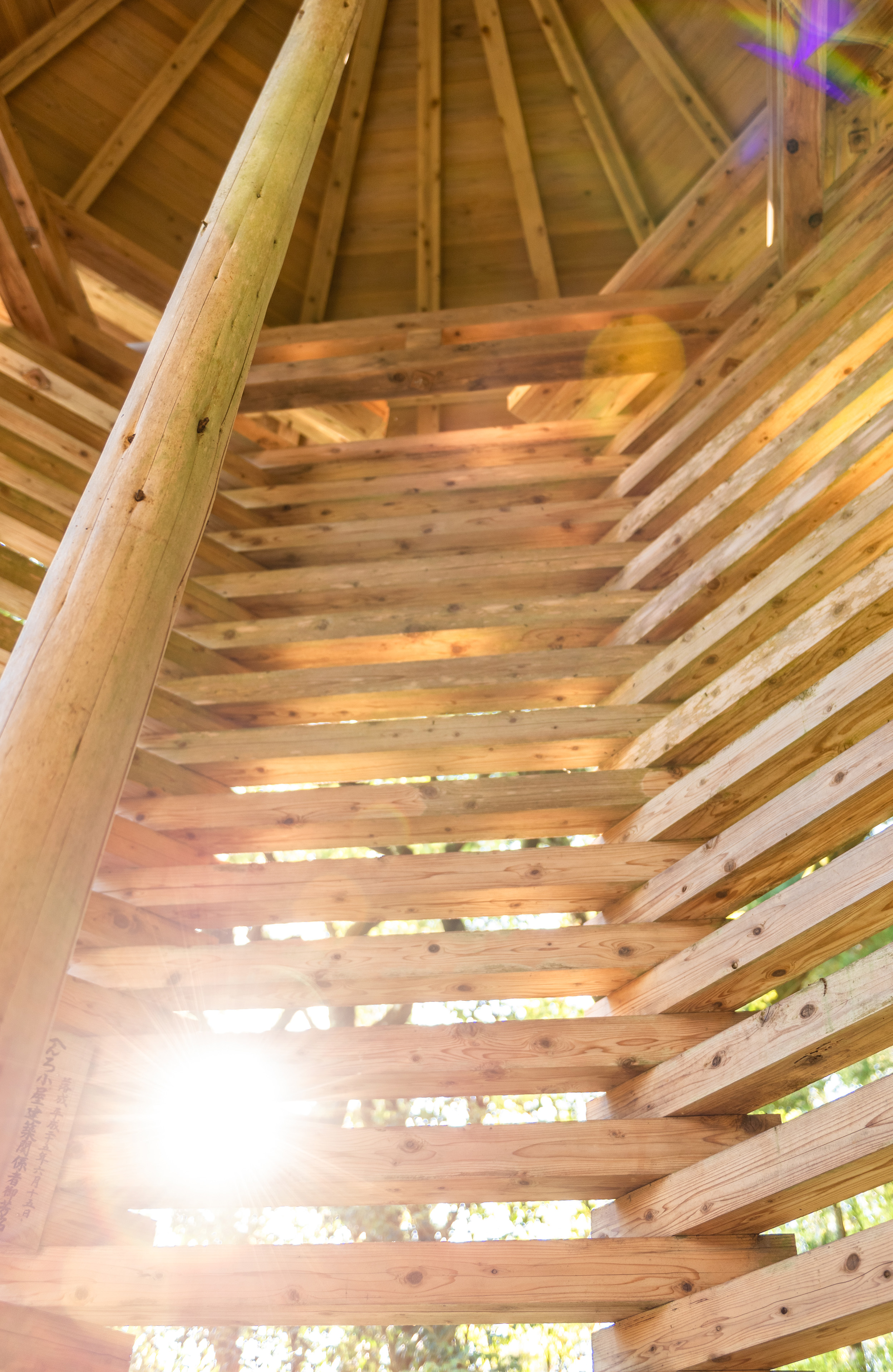
ヘンロ小屋内部の心柱